# Nicolas Portal
Nikolas Portal (ur. 23 kwietnia 1979 w Auch, zm. 3 marca 2020 w Andorze) – francuski kolarz szosowy drużyny hiszpańskiej Caisse d’Epargne. W zawodowym peletonie ścigał się od 2002 do 2010.
Karierę seniorska rozpoczynał w barwach AG2R Prévoyance. Jego największym jak do tej pory sukcesem był zwycięstwo etapu Dauphiné Libéré w 2004 roku. Pięć razy startował w Tour de France. Jego najwyższe miejsce jak do tej pory w klasyfikacji generalnej Wielkiej Pętli to 57 w 2007 roku. Zawsze był pomocnikiem swoich liderów. W AG2R Prévoyance pomagał Christopherowi Moreau, a w Caisse d’Epargne Alejandro Valverde.
Zmarł 3 marca 2020 roku w Andorze na zawał serca (mając 40 lat).

## Najważniejsze zwycięstwa i sukcesy
- 2003 – 6. miejsce w Grand Prix Cycliste La Marseillaise
- 2004 – wygrany etap Dauphiné Libéré; 9. miejsce w Tour du Limousin
- 2005 – 10. miejsce w Herald Sun Tour
- 2006 – 7. miejsce w Four Days of Dunkirk
- 2007 – 57. miejsce w klasyfikacji generalnej Tour de France

Źródło: ProCyclingStats